# Metropolia Kingston
Metropolia Kingston – metropolia Kościoła rzymskokatolickiego we wschodniej Kanadzie, w prowincji Ontario. Obejmuje metropolitalną archidiecezję Kingston i dwie diecezje. Została ustanowiona 28 grudnia 1889.
W skład metropolii wchodzą:
- Archidiecezja Kingston
- Diecezja Peterborough
- Diecezja Sault Sainte Marie